# Schaffhouse-sur-Zorn
Schaffhouse-sur-Zorn je občina v departmaju Bas-Rhin francoske regije Alzacija.
Leta 1990 je v občini živelo 307 oseb oz. 84 oseb/km².